# 歼-6
歼-6（J-6），即歼击6型战斗机，前称59式战斗机，由沈阳飞机厂以苏联米格-19为原型仿制。北約代號：Farmer。
歼-6战机为中国自主生产第一代超音速战机，从1964年首架交付使用，1986年停产，2010年6月12日，国产歼6飞机正式退出空军编制序列。
歼-6是中国人民解放军空军於1960至1970年代的主力，也是中国航空工业生产装备数量最多的机型，共生产了逾4500架，远超过该型飞机於其原型的苏联的米格-19数量，该机同时出口到了许多国家。目前，中國已將殲-6改裝成無人載具繼續使用，惟數量不清。

## 历史
歼-6从1953年开始研制，代号“东风102”。50年代后期又从苏联进口了少量的米格-19，由于数量有限及使用超音速飞机的经验不足，所以米格-19基本上没有参加当时的战斗值班任务。
1958年3月，沈阳飞机制造厂开始仿制米格-19L有限全天候截击型战斗机。歼-6于1959年9月23日由试飞员吴克明首飞成功，但由于实际设计中存在问题，没有进行结构强度计算，强度仅及设计指标的 86%，至12月6日试飞完成。按照当时的命名规则，东风102被空军命名为59式歼击机。但试飞结果表明，59式不仅性能难与米格-19S匹敌，甚至连基本的飞行品质都未能保证，强度不足导致飞机飞行中严重抖动。这样一种飞机显然无法担负作战任务，因此并未装备部队使用，东风102仅造出33架。
后来终于仿制米格-19S成功，于1962年正式列装，成为中国人民解放军空军装备的第一种量產化的超音速战斗机。歼-6战斗机的仿制成功，代表中国航空工业已经掌握了试制复杂的航空产品的全套技术，具备了独立自主制造飞机的能力。
雖然殲-7早在晚六十年代便量產，但當時的可靠性不高、引擎壽命過短等，所以繼續生產殲-6並對其升級，如更換發動機（極速增加到近音速一倍半）和雷達*等航電設備，所以升格為完全全天候戰鬥機和戰鬥轟炸機，並可發射當時最新的PL-2空對空導彈。當時中国军方还从仿制入手，在歼-6基本型的基础上，试图不断改进。歼-6型号众多，主要有歼-6甲、6乙、6I、6II、6III、6IV型，还有侦察型歼侦-6、教练型歼教-6等，又把戰轟機殲-6重新設計成專用的超音速攻擊機強-5。
- 米格-19或米格-17只有一個可以用來瞄準的簡易雷達，類似F-86上使用的，硬要在夜間空戰會相當危險。

中國仿製的殲-6系列戰機在1986年停產前共生產了近4,500架各型戰機，除供應中國人民解放軍空軍與海軍航空隊使用外，另曾出口至朝鲜與緬甸等第三世界國家 。在阿尔巴尼亚，歼-6发挥了重要作用。阿尔巴尼亚当时已拥有从苏联引进的12架米格19PM和3架米格19S，但已与苏联断绝外交关系，并向中国靠拢。当时，决定引进歼-6C的出口型F-6C，以获得米格-19PM的雷达制造技术。作为交换，12架米格19PM全部送到了中国，歼6C也陆续出口以弥补这一缺口。最终有 102 架 F-6C、4 架 FR-6 和 1 架 FT-6 被送往阿尔巴尼亚。此外，还引进了 18 架 F-6A，它们是 J-6A 的改进型，而 J-6A 是米格-19P 的早期复制品。但由于1978年断绝外交关系，阿尔巴尼亚宣布闭关锁国，飞机均在国内修理厂进行操作和维护。由于零部件稀缺以及国产燃料出现问题，航班数量随后减少。最终，在2004年，公司决定退役剩余的飞机。
1987年11月19日，解放軍空軍第49師145團三大隊七中隊中隊長劉志遠駕駛殲-6戰鬥機從福建龍溪起飛叛逃台灣，以超低空穿雲而出，飛抵台中清泉崗空軍基地，獲黃金5000兩並敘階少校。
進入21世紀後新式戰機頻出，歼-6逐漸退役，最後一批殲-6戰機於2006年8月自人民解放軍空軍中退役，該型機並於2010年6月12日正式退出空军编制序列。另作用途方面除了發動機拆解作為除雪車或風滅型消防車外，部分較好狀態機體被改裝成無人機，機背加裝了衛星導航和遙控裝置，翼下掛載兩枚250公斤炸彈。加拿大汉和防务评论2013年1月号刊文称，在福建连城基地空拍衛星發現，有越来越多的歼-6无人攻击机进驻，2011年7月31日的卫星图片数出了至少55架。戰時這些無人機可做為欺敵擾亂或對地簡易攻擊等用途，2013年12月24日央視7频道首次曝光歼-6战斗机改装的无人靶机影片，无人化改裝方案被證實存在。

### 四號任務
在1960年代末出于国土防空需要以及與蘇聯交惡爆發戰爭的可能性預判，中共中央下令展開四號任務研發專案，改裝殲-6為垂直起降戰機以在機場被毀情況下作戰，初期希望採用海獵鷹式的向量轉口噴嘴，然而後發現引擎推力遠達不到要求，只能改變方案設計四具轉向風扇掛於下方的方案，然而相關構思在當時科技和材料條件下無法達成，始終停留於紙上設計，最终该计划在1972年3月25日正式下马。但許多專案中的實驗數據探索和人才培育還是在航空工業中發揮些許作用。

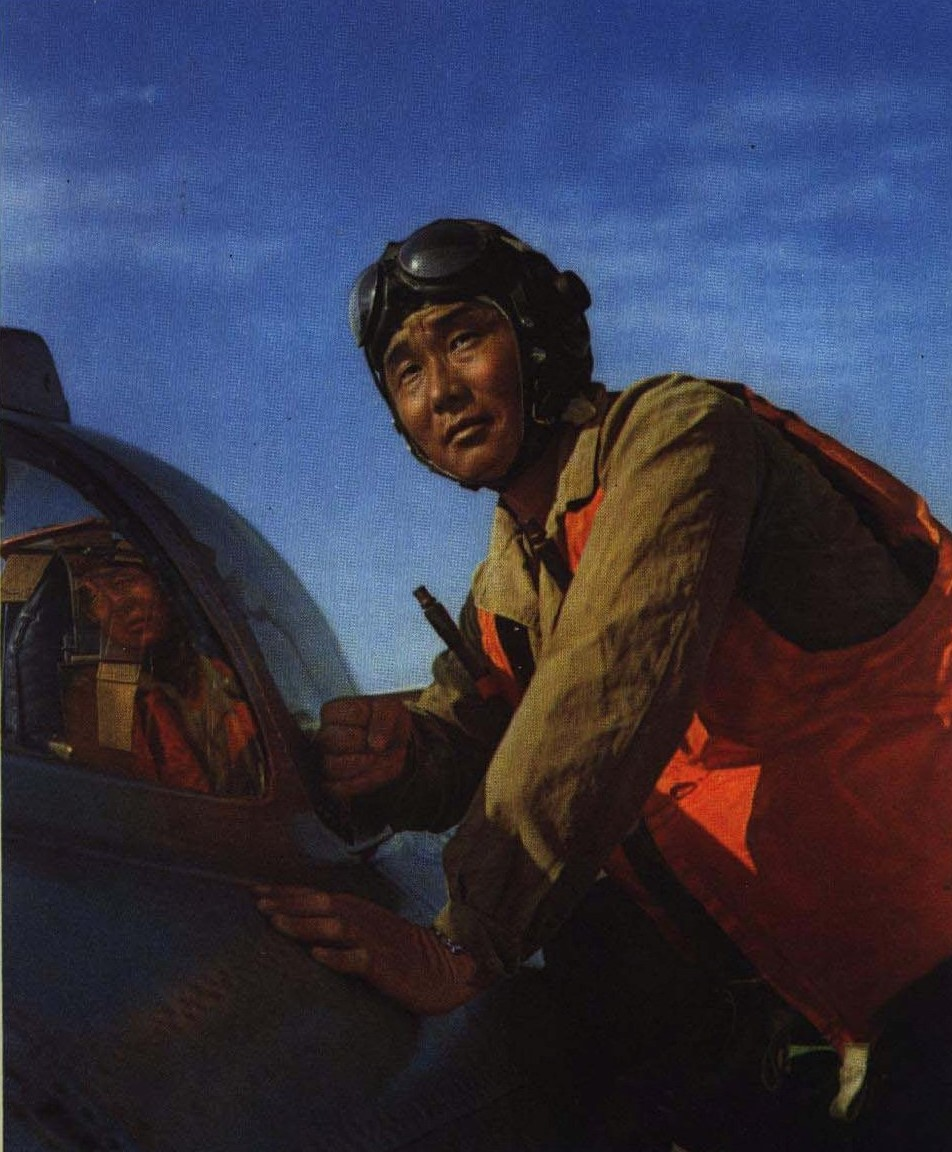
高长吉驾驶歼-6擊落國軍张育保，登上人民畫報。

### 戰史
- 1964年12月18日，國軍RF-101进入浙江侦察，海航4师飞行员王鸿喜驾驶歼-6擊落。
- 1965年3月18日，國軍第6大队4中队中校政治辅导官张育保駕RF-101，被解放軍54大队副大队长高长吉歼-6擊落。[10]
- 1965年9月20日，美机F-104C由西向东横穿中国雷州半岛，中国海航飞行员高翔、黄凤生驾驶歼-6双机起飛擊落一架，美軍飛行員跳傘後被俘。[11]
- 1965年10月5日，解放军空军第9师在广西凭祥地区击落美军RA-3D型偵察機。同年1月份還擊落一架美國簡易無人機。
- 1967年6月26日，越戰期間飞行员王柱书和吕纪良駕駛兩架，在海南岛文昌县附近上空擊落F-4幽靈式美軍戰機，
- 1967年1月13日，金门县空域发生一一三空战，双方公布的战果相反。解放军称空军第24师飞行员胡寿根驾驶歼-6击落国军一架F-104星式戰鬥機。国军称两架F-104星式戰鬥機各击落一架歼-6。
- 1967年8月21日，越戰期間美海军A-6A攻击机2架侵入广西，空军十八师2架歼-6起飛擊落兩架A-6A。
- 1971年印巴第三次战争，出口巴基斯坦的歼-6擊落兩架苏-7，其中一架使用導彈擊落。整起戰爭中巴基斯坦飞行员驾驶歼-6击毁敌机12架，自身損失三架。[12]
- 1979年3月，乌坦战争中，坦桑尼亚空军使用歼-6轟炸坎帕拉、金賈、托羅羅等戰略城市，推翻了阿明政权。[13]
- 1987年两伊战争中，歼-6同时现身交战双方的空军，有些是購得，有些是第三國贈與。[14]

## 規格
(性能以較人所知的中前期標準型為主)
- 机高：3.854米
- 机长：13.025米
- 翼展：9.00米
- 翼面积：25平方米
- 全重：8644千克

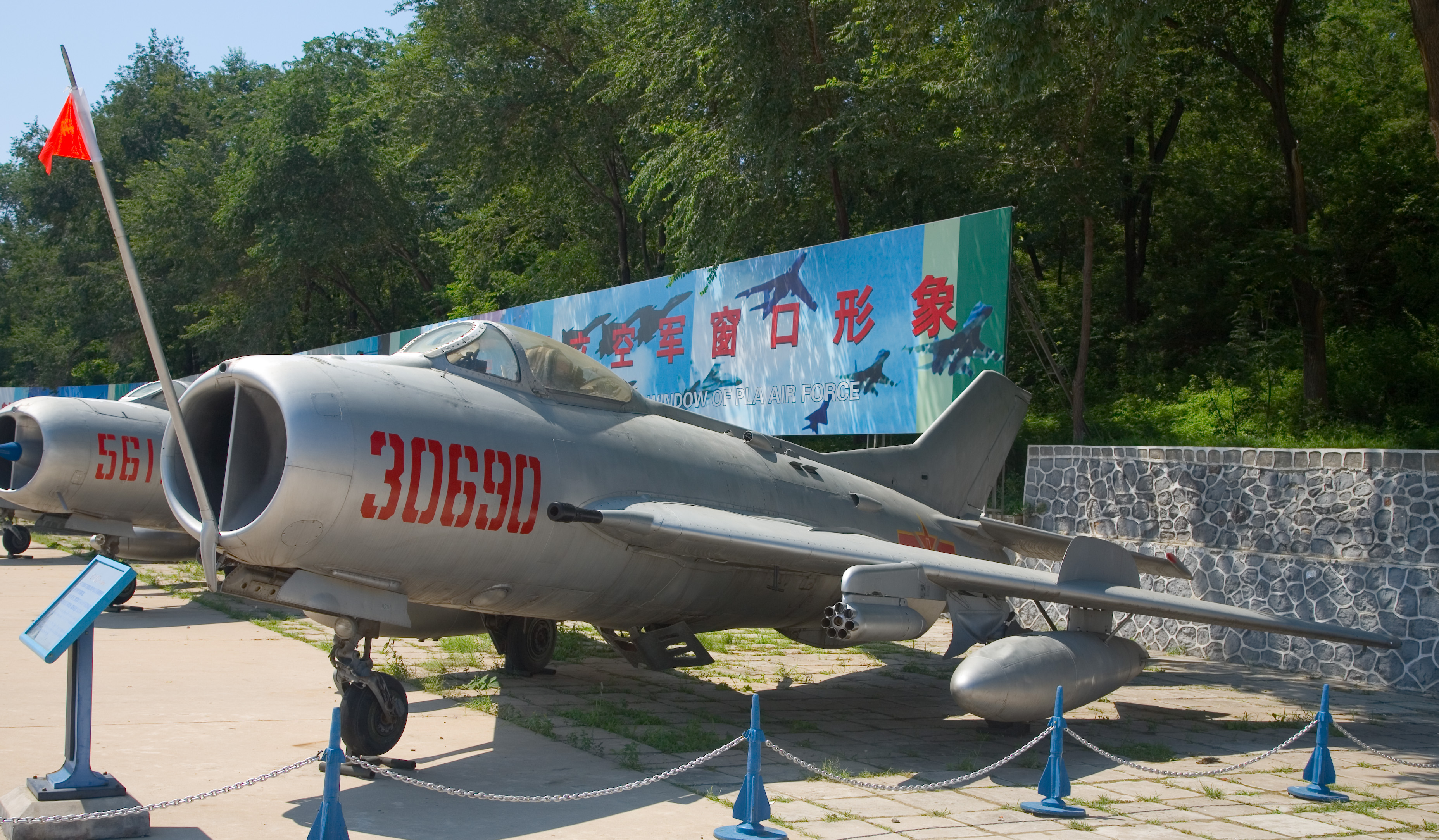
北京小湯山航空博物館的殲-6

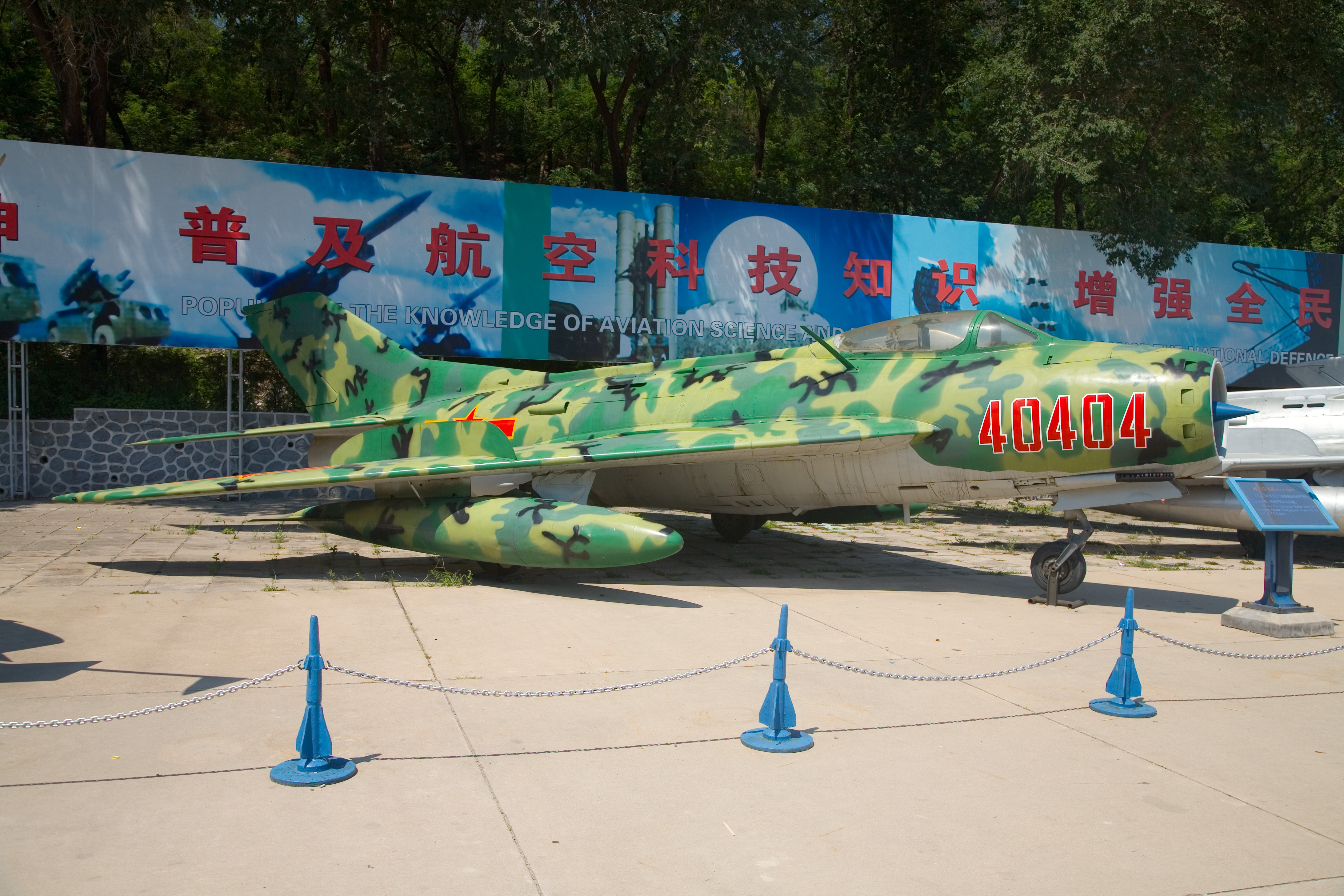
中国航空博物馆的殲-6

- 最大速度：1255千米/小时（14000米高度），开加力由5千米爬到1万米需1.85分钟，爬到1万5千米需3.8分钟
- 实用升限：开加力时17600米，开加力且带两油箱16000米
- 最大航程：1520千米，2318千米（带两个760升副油箱）
- 动力：WP-6型发动机2部
- 续航时间：1小时43分，2小时38分（带副油箱）
- 限制过载：8G

武器配备:
- 3门30毫米30-1机炮
- 霹雳-1无线电指令制导空对空导弹
- 霹雳-2红外制导空对空导弹
- 航空炸弹
- 航空火箭弹

## 使用國家

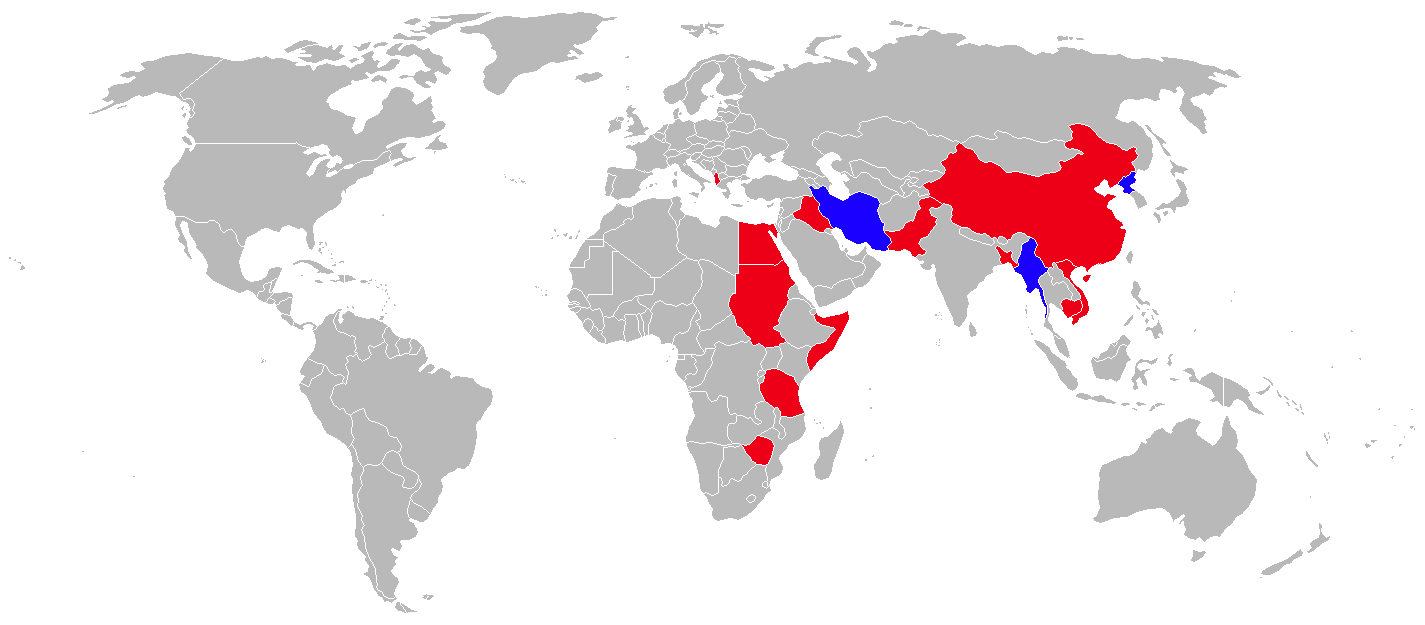
2010年歼-6战斗机服役国家（红色为曾经服役国家）

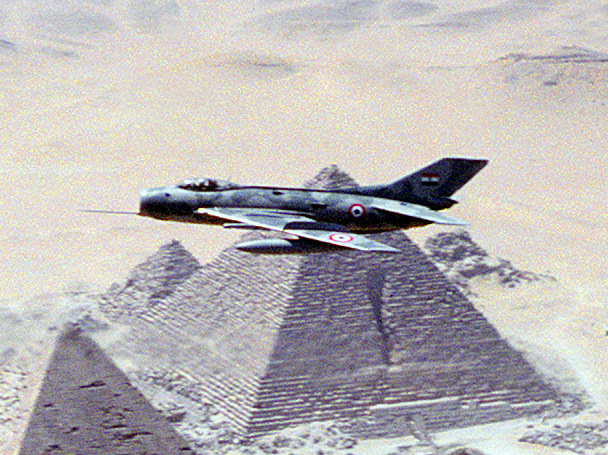
埃及殲-6

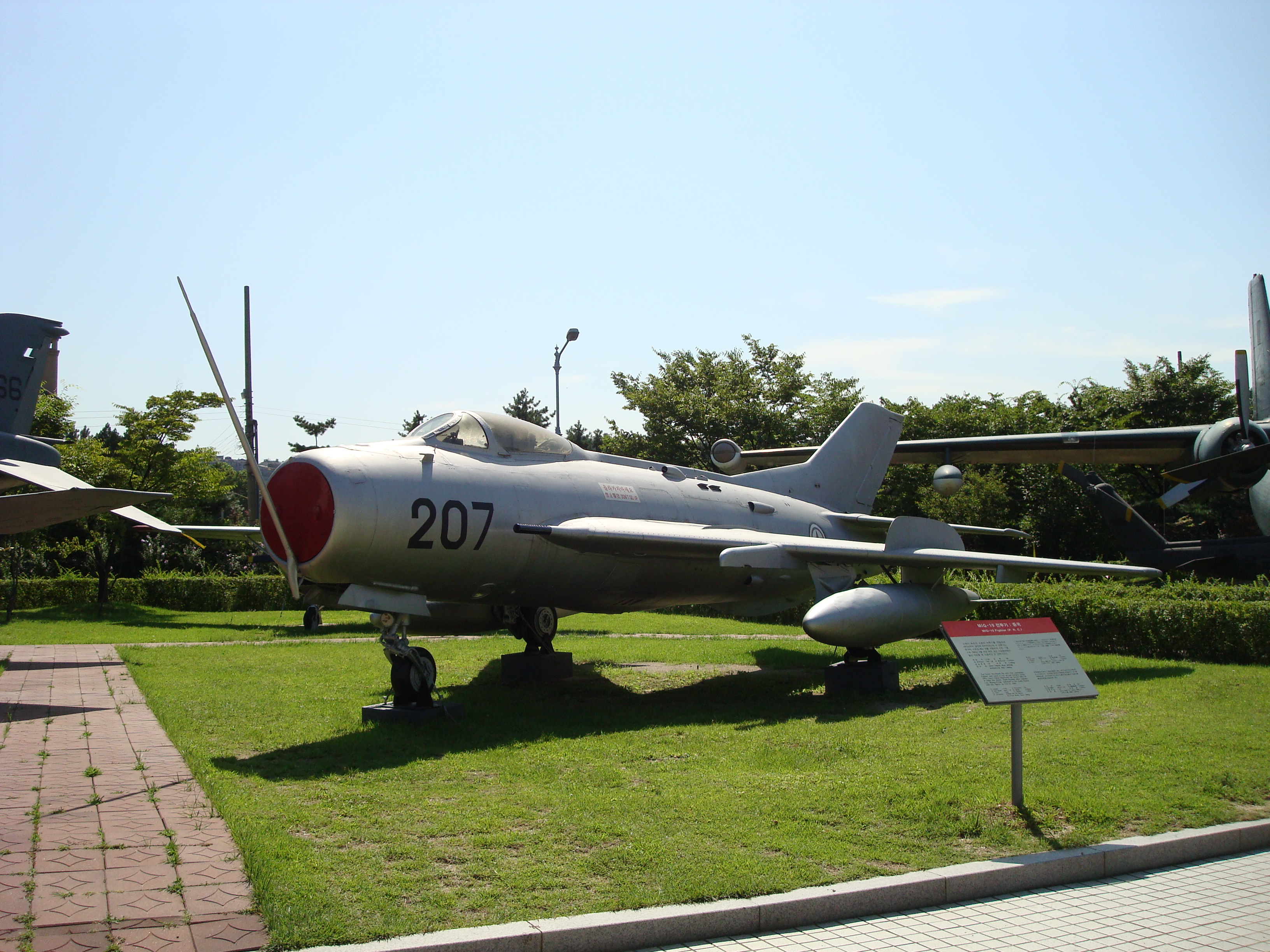
朝鲜空軍的殲-6

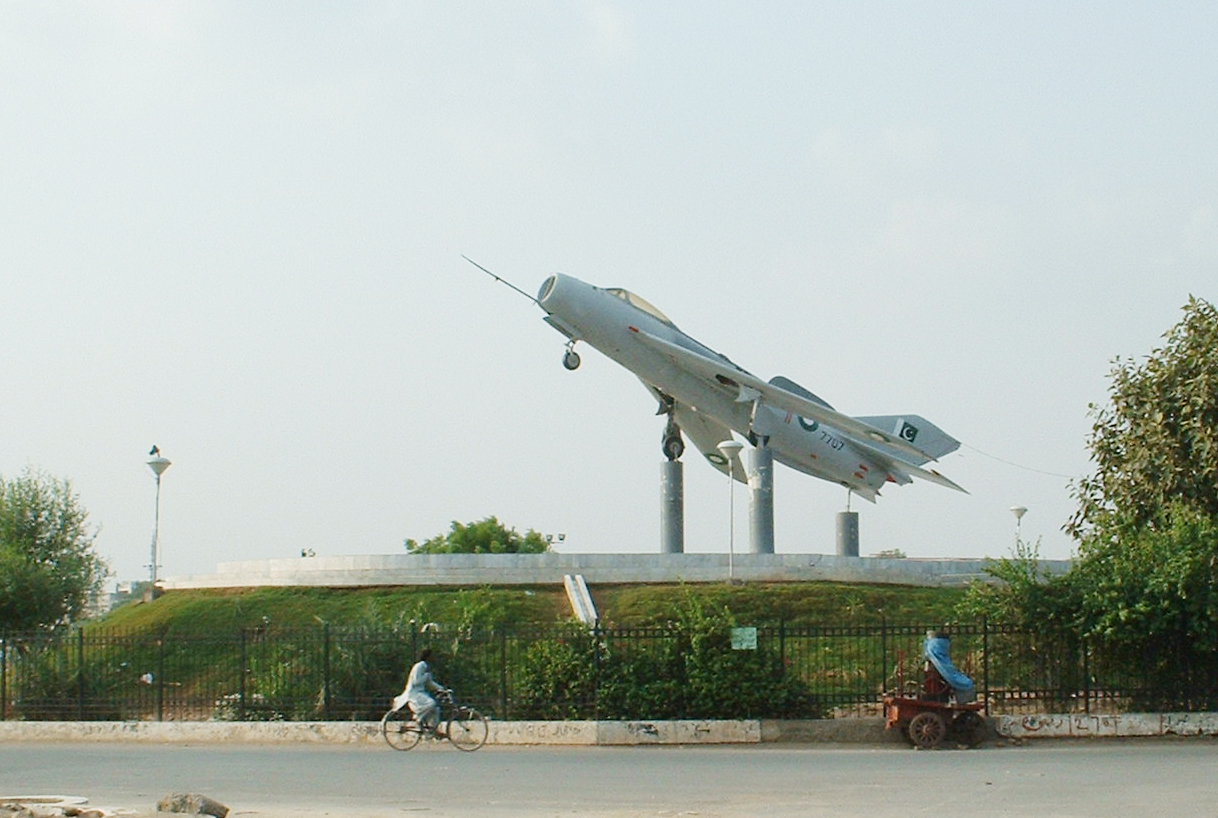
巴基斯坦空軍的殲-6

- 中华人民共和国
- 越南
- 巴基斯坦
- 埃及
- 伊拉克
- 苏丹
- 坦桑尼亚
- 辛巴威
- 阿尔巴尼亚
- 柬埔寨
- 伊朗
- 緬甸

## 外部連結
- 殲-6發展始末（页面存档备份，存于）
- 空军世界 歼-6介绍
- 東森衛視  歼6無人機（页面存档备份，存于）